# Свободное время

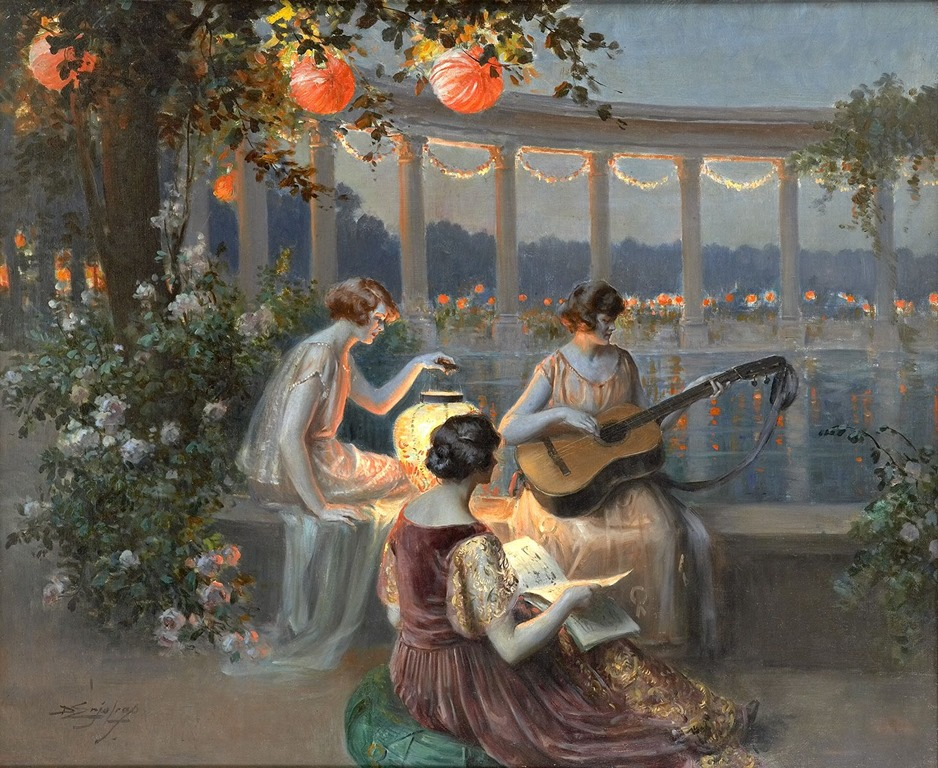
Свободное время

Свобо́дное вре́мя (досу́г) — время, которое остаётся после выполнения обязательных дел. Разделяется на два основных подхода:
- Экономический — время как расширение внерабочей силы, средство, превращающее индивида в более развитую личность.
- Социологический — всестороннее исследование самого феномена социального времени, исследование зависимости свободного времени от социально-исторических и индивидуальных особенностей.

## История
Как указывает Э. Д. Фролов, Аристотель трактовал тему досуга как времени, свободного от каких-либо материально-необходимых занятий, как неотъемлемого свойства гражданского состояния.
Слово Leisure (с англ. — «свободное время») происходит от латинского licere, что означает «быть свободным», этот термин впервые появился в начале XIX века во время промышленной революции, когда рабочие на фабриках должны были работать по 18 часов в сутки, отдыхая только по воскресеньям. Хотя к 1870 году более современные технологии и профсоюз привели к уменьшению рабочих часов и разрешению на два официальных выходных — субботу и воскресенье.
Доступный и надёжный транспорт позволил рабочим путешествовать во время их выходных. Первый отпуск к морю был взят в 1870 году, новинка быстро распространилась в Европе и Северной Америке. Рабочие стали копить свои зарплаты и собирать деньги к отпускам, что привело к увеличению организационных работ для проведения отпусков рабочего класса.
Как пишет В. Н. Лавриненко, первым, кто поставил вопрос о понятии «свободное время», был Томас Мор: «По сути говоря, содержание свободного времени, как общественного явления, было указанно Т. Мором столь чётко, что все последующие философы и социологи ничего принципиально нового и не внесли.»

## Индивидуальные типы использования свободного времени
1. Творческий тип — главным свойством типа является выбор занятия такой деятельностью, которая направлена как на создание, так и на копирование предмета, для самоутверждения в том или ином творческом акте.
2. Культурно-потребительский тип — повышение духовной культуры, посещение балета, музеев, театров, филармоний, картинных галерей, выставок, концертов, библиотек и другие.
3. Рекреативный тип — виды развлекательного отдыха, такие как рыбалка, туризм, танцы и иные.

## Понятие асоциально-гедонистического типа
Асоциально-гедонистический тип досуга — реализация свободного времени, которое объединяет различные виды деятельности, доставляющие людям удовольствие и наслаждение, но при этом имеющие низкую или отрицательную моральную оценку со стороны большей части общества.

## Разница в традициях
Капиталистическое общество часто оценивало свободное время очень позитивно, так как «свободное время» включало в себя затраты со стороны населения, а это улучшало экономику страны. И в это время так же большее значение придавалось богатым людям, так как богатые люди могли позволить себе больше свободного времени и соответственно денег они тратили больше.
«Трудоголики» — это те люди, которые жертвуют своим свободным временем ради работы. Они предпочитают работать нежели отдыхать. Многие рассчитывают достигнуть карьерных высот путём жертвования свободным временем.
Согласно философу Марксу Верха Еву[кто?], именно европейцы и американцы в 1960—1970 годах стали сторонниками того, что в наше время можно назвать «социализмом свободного времени». Они верили, что если каждому дать по маленькому кусочку пирога, то минимальные потребности каждого человека будут удовлетворены. Тогда люди могут использовать своё свободное время на благо и развитие искусства, спорта, и многих других видов свободного времяпрепровождения.
Писатель Белфорт Бакс в 1884 году написал книгу «Социализм и вопрос о воскресенье». Он хотел, чтобы каждый человек имел возможность на отдых и фокусировал своё внимание на выделении одного универсального дня отдыха.

## Социология досуга
Социология досуга — отрасль социологии, изучающая:
- Структуру досуга как элемента образа жизни во взаимосвязи с социальными институтами, социальной структурой, культурой и т. д.
- Поведение индивидов и социальных групп во время досуга.